# Маттук, Артур
Артур Поль Маттук (англ. Arthur Paul Mattuck; 13 июля 1930 — 8 октября 2021) — профессор математики Массачусетского технологического института. Известен своей книгой 1998 года, «Введение в анализ» (ISBN 0-13-081132-7) и его видео лекции по дифференциальным уравнениям на MIT OpenCourseWare. С 1959 по 1977 год Маттук был женат на химике Джоан Берковиц. Маттук широко цитируется в биографии Джона Нэша в книге Сильвии Назар Игры разума.
В 2012 году он стал членом Американского математического общества.